# سبزآباد (همدان)
سبزآباد (همدان)، روستایی از توابع بخش مرکزی شهرستان همدان در استان همدان ایران است.

## جمعیت
این روستا در دهستان سنگستان قرار دارد و براساس سرشماری مرکز آمار ایران در سال ۱۳۹۵، جمعیت آن ۸۱ نفر (۲۲خانوار) بوده‌است.

## زبان
عمده مردم آن به زبان فارسی همدانی صحبت میکنند.